# Unione Sportiva Russi 1933-1934
Questa pagina raccoglie i dati riguardanti l'Unione Sportiva Russi nelle competizioni ufficiali della stagione 1933-1934.

## Rosa
| N. |                   | Ruolo | Calciatore           |
| -- | ----------------- | ----- | -------------------- |
|    | Italia (bandiera) | C     | Giacomo Cignani      |
|    | Italia (bandiera) | A     | Cotignola            |
|    | Italia (bandiera) | A     | Dapporto             |
|    | Italia (bandiera) | A     | Giovanni Gaddoni     |
|    | Italia (bandiera) | C     | Ettore Mazzotti (II) |
|    | Italia (bandiera) | C     | Amos Melandri        |
|    | Italia (bandiera) | P     | Nevio Prati          |

| N. |                   | Ruolo | Calciatore       |
| -- | ----------------- | ----- | ---------------- |
|    | Italia (bandiera) | A     | Ivo Preda        |
|    | Italia (bandiera) | D     | Randi            |
|    | Italia (bandiera) | D     | Secondo Ricci    |
|    | Italia (bandiera) | A     | Angelo Roversi   |
|    | Italia (bandiera) | C     | Alberto Savigni  |
|    | Italia (bandiera) | C     | Arturo Turchetti |
|    | Italia (bandiera) | A     | Zauli            |